# بيل كلينغ
بيل كلينغ (بالإنجليزية: Bill Kling)‏ هو لاعب كرة قاعدة أمريكي، ولد في 14 يناير 1867 في كانساس سيتي في الولايات المتحدة، وتوفي بنفس المكان في 26 أغسطس 1934.

## وصلات خارجية
- بيل كلينغ على موقعبيزبول رفرنس.كوم (الدوري الرئيسي) (الإنجليزية)
- بيل كلينغ على موقعبيزبول رفرنس.كوم (الدوري الثانوي) (الإنجليزية)